# Quecksilber-Mangan-Stern
Quecksilber-Mangan-Sterne oder auch HgMn-Sterne sind blauweiße Sterne mit Besonderheiten im Spektrum ihres ausgestrahlten Lichts. Sie sind nahe verwandt mit den Ap-Sternen; beide Sternenklassen gehören zu den Chemisch-Pekuliären Sternen, den CP-Sternen.
Die HgMn-Sterne zeigen starke Überhäufigkeiten von Hg, Mn (Namensgebung), P, Ga, Br, Sr, Y, Zr, Rh, Pd, Xe, Pr, Yb, W, Re, Os, Pt und Au sowie ausgeprägte Unterhäufigkeiten von He, Al, Zn, Ni und Co. Der Spektraltyp der HgMn-Sterne ist ein spätes B. Einige Elemente zeigen stark abweichende Isotopenverhältnisse, die aber sehr individuell für jeden Stern sind.
Die Quecksilber-Mangan-Sterne rotieren für ihre frühe Spektralklasse sehr langsam, mit einer durchschnittlichen – für die projizierte Bahnneigung korrigierten – Geschwindigkeit v∙sin i von bis zu 30 Kilometern pro Sekunde. Dabei fällt die Häufigkeit der HgMn-Sterne mit ansteigender Rotationsgeschwindigkeit stark ab.
Mehr als zwei Drittel aller Quecksilber-Mangan-Sterne gehören zu den spektroskopischen Doppelsternen mit Bahnperioden zwischen drei und zwanzig Tagen.
Auch bei den Quecksilber-Mangan-Sternen sind die Elemente auf der Sternoberfläche nicht gleichmäßig verteilt. Das Quecksilber liegt wahrscheinlich am Äquator konzentriert vor. Andere Elemente wie das Ti, Cr, Fe, Mn, Sr, Y, und Pt dagegen liegen eher wie bei den Ap-Sternen als Flecken irgendwo auf den Hemisphären der Sterne vor. Dies wird meist mit einem Magnetfeld auf der Oberfläche der Sterne in Verbindung gebracht. Die Quecksilber-Mangan-Sterne haben ausgesprochen schwache Magnetfelder mit Flussdichten von höchstens einigen Millitesla, während die magnetische Flussdichte bei den Ap-Sternen einige hundert Millitesla erreicht.

## Vertreter
Folgende Tabelle zeigt eine Auswahl von Vertretern dieser Sternenklasse nach ihrer scheinbaren Helligkeit:
| Name         | Bayer oder Flamsteed-Bezeichnung | Spektraltyp  | scheinbare Helligkeit |
| ------------ | -------------------------------- | ------------ | --------------------- |
| Elnath       | β Tauri                          | B7 IIIp      | 1,6 mag               |
| Alpheratz    | α Andromedae                     | B8 IV-V      | 2,0 mag               |
| Gienah Corvi | γ Corvi                          | B8 III       | 2,6 mag               |
|              | μ Leporis                        | B9 IV        | 3,3 mag               |
| Maia         | 20 Tauri                         | B8 III       | 3,9 mag               |
|              | χ Lupi                           | B9 IV        | 4,0 mag               |
| Muliphein    | γ Canis Majoris                  | B8 II        | 4,1 mag               |
|              | φ Herculis                       | B9 V         | 4,2 mag               |
|              | π1 Bootis                        | B9 IIIp      | 4,5 mag               |
|              | υ Herculis                       | B9 III       | 4,7 mag               |
|              | ET Ursae Majoris A               | A0 sp        | 4,9 mag               |
|              | ι Coronae Borealis               | B9 IIIp      | 5,0 mag               |
|              | κ Cancri                         | B8 IIIp      | 5,2 mag               |
|              | 112 Herculis A                   | B9 II-IIIp   | 5,4 mag               |
|              | ν Cancri                         | A0 III       | 5,5 mag               |
|              | 53 Tauri                         | B9 V         | 5,5 mag               |
|              | κ2 Volantis                      | B9/A0 IV     | 5,6 mag               |
|              | 28 Herculis                      | B9,5 III     | 5,6 mag               |
|              | 14 Sagittae                      | B9 mnp       | 5,6 mag               |
|              | 21 Pegasi                        | B9,5 V       | 5,8 mag               |
| Dabih Minor  | β2 Capricorni                    | B9/A0 III-IV | 6,1 mag               |